# Adrien Robert
Pour les articles homonymes, voir Robert.
Œuvres principales
- Contes excentriques
- Nouveaux contes excentriques
- Contes fantasques et fantastiques

Adrien-Charles-Alexandre Basset dit Adrien Robert, né à Paris (ancien 7e arrondissement) le 12 juillet 1822 et mort à Paris (6e arrondissement) le 24 mai 1869, est un écrivain et traducteur français.
Connu également sous le nom de Charles Newil ou Newill, il est l'auteur entre autres de récits fantastiques et de proto-science-fiction.

## Contexte familial
La famille de Charles Basset est originaire de la Flandre française. Son arrière grand-père, Jean Dominique Joseph Basset, est né à Douai en 1727 et il est décédé à Gentilly le 20 pluviôse de l'an VII (8 février 1799) à l'âge de 71 ans. Il arrive à Paris à l'âge de 18 ans en 1745 et il épouse Marie Marguerite Michèle Fournier. Il exerce la profession de cordonnier et demeure rue des Mathurins puis au 19 rue de Thionville (actuellement rue Dauphine) au cours de la Révolution française. Dans cette même rue depuis 1791, le Club des cordeliers s'est installé dans l'ancien Musée de Paris et ses membres principaux sont Danton, Legendre, Marat, Fournier l'Américain, Momoro, Fabre d'Églantine, Camille Desmoulins, Hébert, Desfieux, Anacharsis Cloots, Chépy, Peyre, Vincent, Fréron, etc.,. À cette époque et en pleine Terreur, après la chute des Dantonistes et des Hébertistes, le Comité de surveillance de sa section, celle de l'Unité, dans son enquête du 4 prairial an II (23 mai 1794) pour la délivrance d'une carte de sûreté permettant de circuler librement, déclare Jean Dominique Joseph Basset, veuf avec un fils et demeurant à Paris depuis 50 ans.

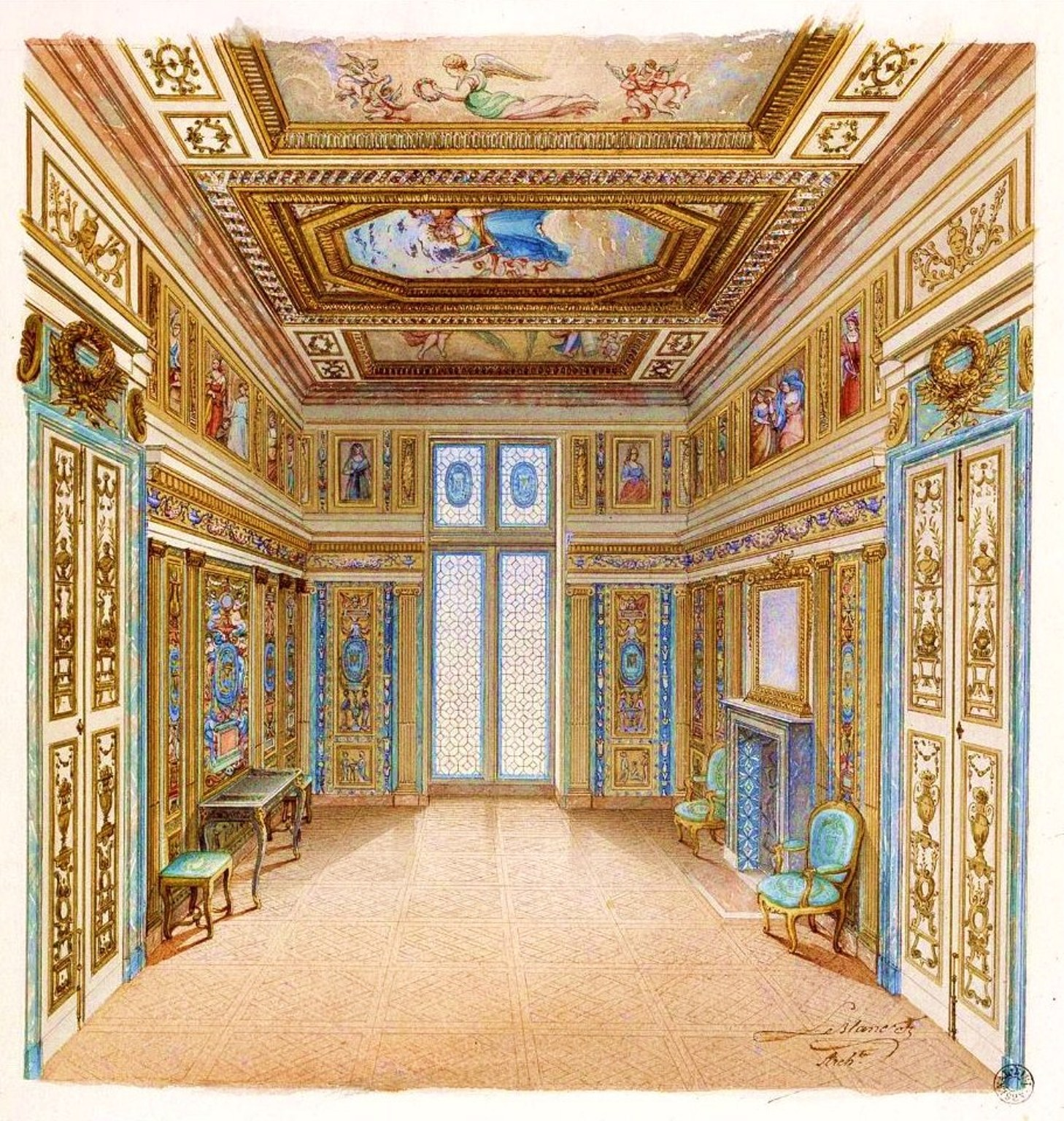
Aquarelle de Ferdinand Le Blanc (1820-1905), beau-frère de Charles Basset. Bibliothèque de l'Arsenal, Paris.

De son union est donc né dans la capitale le 16 février 1758, Baptiste Pierre Alexandre Joseph Basset. Ce dernier s'est engagé à 18 ans comme dragon au régiment de la Rochefoucauld. Par la suite, il devient officier militaire de la République et du Premier Empire. Marié à Monaco le 26 juin 1791 avec Rosalie Eulalie Robert, il meurt à Toulouse, le 18 mars 1810. L'un de ses enfants est André Alexandre Basset (Nice 1796 - Paris 1870).
André Alexandre Basset est né à Nice le 25 fructidor an IV (11 septembre 1796). Il effectue ses études au lycée de Marseille et entre au service des gardes nationales mobiles du Var à la fin de l'Empire. Il est lieutenant des gardes du corps en 1816 sous la Restauration. À partir de 1820, il commence à écrire pour le théâtre puis il est nommé à la commission d'examen des ouvrages dramatiques et devient directeur de l'Opéra-Comique de mai 1845 jusqu'au mois de mai 1848. Enfin, il est le rédacteur en chef des journaux La Patrie en 1850 et Le Pays en 1856,. Il est fait Chevalier de la Légion d'honneur, le 5 mai 1839. De son union le 24 septembre 1821 à Amiens avec Marie Célestine Françoise Vasseur est né à Paris, Adrien Charles Alexandre Basset le 12 juillet 1822.
Une fille naît également le 31 décembre 1831 : Marie Amélie Célestine Basset. Elle sera baptisée le 24 avril 1832 à l'église Saint-Jacques d'Amiens. Elle épouse le 27 juillet 1857 dans l'ancien 2e arrondissement de Paris, Ferdinand Félix Clément Le Blanc (1820-1905), élève de l'École des Beaux-arts, ingénieur architecte et qui deviendra architecte du gouvernement, inspecteur des bâtiments civils et promu officier de l'Instruction publique. Il dépose le 10 janvier 1857 à la préfecture du département de la Seine, un brevet d'invention pour un système de construction de Chemin de fer. Ferdinand Le Blanc dirige la restauration des appartements de la maréchale de la Meilleraye au palais de l'Arsenal et il est également l'auteur de plusieurs articles sur l'urbanisme parisien. Le couple va demeurer au Palais de l'institut, quai Conti et leur fille Gabrielle Le Blanc (1858-1943) va épouser le 31 mai 1879, l’éditeur et auteur Émile Alexandre Testard (1855-1895) qui signe ses ouvrages sous le nom de plume Émile Dartès. Marie Amélie Célestine Basset meurt à Clamart le 23 mai 1916 dans sa 85e année et elle inhumée au cimetière de Montmartre.
Leur père, Alexandre Basset meurt à Paris dans le 8e arrondissement le 22 avril 1870.

## Biographie
Charles Basset a exercé les professions de journaliste et de romancier. Il se marie à Paris le 11 novembre 1852 avec Laure Napoléoncina Gazano. Ami de Paul Féval, à qui il dédia certaines de ces œuvres, et qui en préfaça lui-même quelques autres, il se fit connaître sous le nom de Charles Newil (parfois orthographié Newill) et principalement d'Adrien Robert,, par de nombreux contes et récits fantastiques et d'anticipation, dont certains sont aujourd'hui considérés comme appartenant à la proto-science-fiction. Mais il a également abordé avec succès les genres du mystère, du récit fantaisiste, du roman historique, du roman d'amour et du vaudeville. Plusieurs de ces œuvres furent d'abord publiées en feuilletons dans divers journaux, et en particulier dans Le Figaro.
Adrien Robert est aussi l'auteur de traductions de romans espagnols en français, ainsi que de quelques manuels de danse, où il présente avec Auguste Perroux, de manière romancée, l'histoire de la polka et de la mazurka.
L'activité littéraire d'Adrien Robert couvre une période assez brève, s'étendant principalement de 1855 à 1869, date de sa mort à l'âge de quarante-six ans, survenue à Paris le 24 mai 1869.

## Quelques opinions

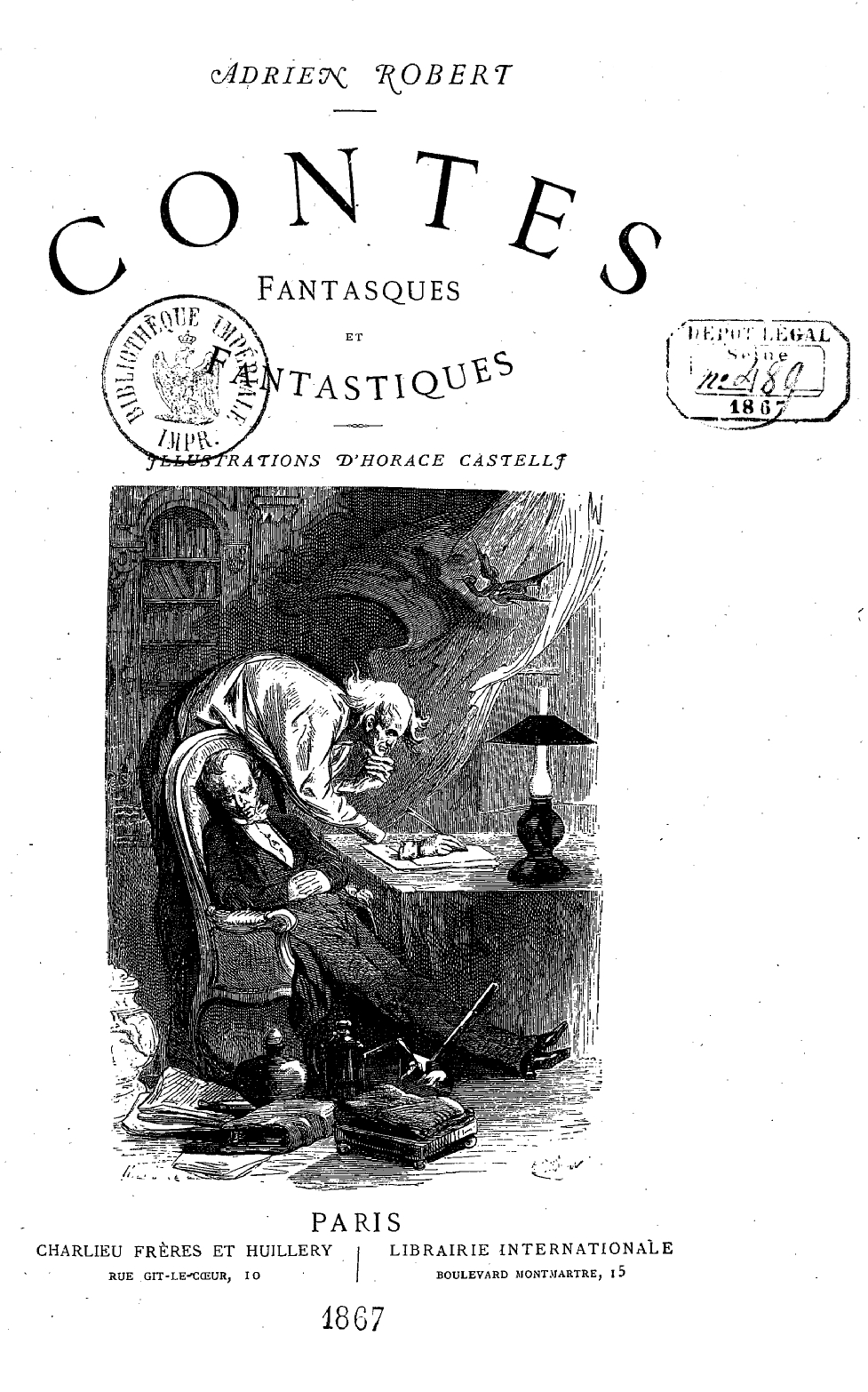
Page de titre des Contes fantasques et fantastiques d'Adrien Robert, 1867.

Certains de ses confrères, dont Charles Monselet, n'ont eu à ses débuts qu'une connaissance partielle et une opinion assez mitigée de l'auteur et de son œuvre. Ainsi, dès 1857, il déclare :

« Charles Basset n'est connu dans la littérature que sous le pseudonyme d'Adrien Robert, qui lui sert à signer des romans du demi-monde écrits avec une certaine verve. »

Jules Barbey d'Aurevilly par contre lui consacra un article en 1859, où il analyse finement le recueil de contes intitulé Contes excentriques, signé Charles Newil. On en tirera ces jugements sur la valeur littéraire de Charles Basset :

« […] M. Charles Newill, qui nous donne aujourd'hui assez audacieusement des Contes excentriques, est manifestement un Français. Il a pris un nom anglais pour courir la publicité, comme on prend un masque, mais sous ce masque un bout de français passe et on le reconnaît, comme sous leur loup de dentelle noire on reconnaît certaines femmes à la fraîcheur de leur menton et à la forme de leur sourire. La gaîté limpide, l'air français, distinguent trop M. Charles Newill pour que nous soyons pris au déguisement de son nom ou de sa pensée, et même dans son œil bleu, — car son talent a l'œil bleu, — lorsqu'il est sérieux ou mélancolique, cet homme qui veut se masquer en excentrique jusqu'aux dents, on voit briller une pointe si saine de sensibilité naturelle que nous voilà bien loin, bien loin de l'âpre ou hâve sensibilité maladive des excentriques anglais ! Greuze ne peut jamais être Hogarth. »

« […] Caricaturiste, au fusin [sic] et à la sanguine, d'étrangetés qui demanderaient le mordant d'un burin implacable, M. Charles Newill avec sa gaîté pleine de lueurs, la brusquerie de son récit qui n'est pas sans grâce et ce bouillonnement de détails qui annonce la vie, pourrait nous donner de simples contes qui ne seraient ni anglais, ni américains, ni excentriques, mais français, humains, de bonne humeur (et la bonne humeur vaut l'humour, si elle ne vaut mieux !), sans emprunter rien aux conteurs connus et pour le moment populaires, les tyrans ou les usurpateurs de la place, Edgar Poë, Charles Dickens et Dumas! »

De même, Paul Féval fait ainsi l'éloge de son ami, dans la préface qu'il écrivit pour Le combat de l'honneur :

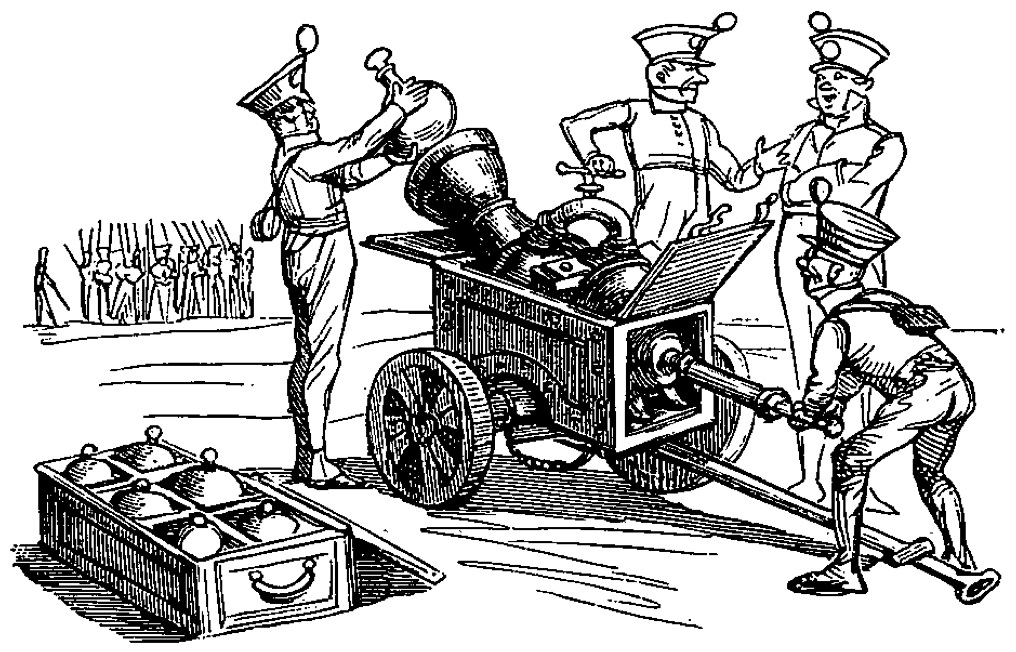
Illustration d'Horace Castelli pour « La guerre en 1894 » (1867) d'Adrien Robert.

« […] Vous n'êtes l'élève de personne et je vous tiens grand compte. Vous touchez parfois à George Sand, parfois à Nodier, pour reculer ou remonter ensuite jusqu'à Walter Scott. Balzac vous eût envié certaines descriptions ultra-techniques. Il était d'avis, pourtant, qu'il ne faut point trop montrer sa science. Enfin, j'ai lu chez vous des scènes historiques que Dumas père signerait des deux mains. Vous êtes un original, frotté d'éclectisme. »

## Fantastique et proto-science-fiction

### La guerre chimique
Adrien Robert envisage dès 1867, dans une courte nouvelle intitulée « La guerre en 1894 », l'emploi d'armes chimiques violemment toxiques lors des conflits à venir. Quoique rédigée sur un mode humoristique, elle n'en préfigure pas moins la production industrielle d'armes chimiques, mise au point lors de la Première Guerre mondiale.

## Œuvres

### Romans et recueils de nouvelles
- Contes excentriques, Hachette, Paris, 1855, in-16°, 247 p. [signé Charles Newil].
- Jean qui pleure et Jean qui rit, Alexandre Cadot, Paris, 1855, 2 vol. in-8° [signé Adrien Robert].
- Le Lord de l'Amirauté, suivi de : Le Docteur Trifone, Alphonse Lebègue, Bruxelles, 1856, 3 vol. in-16° [signé Adrien Robert].
  - Réédition partielle : Le Docteur Trifone, impr. de Cerf, Versailles, 1867, in-18°, 50 p. [signé Adrien Robert].
- Les Amours mortels, Alexandre Cadot, Paris, 1857, 2 vol. in-8°. [signé Adrien Robert]. — Lire sur Gallica le tome I et le tome 2.
- Les Diables roses, suivi de : Don Juan Corps-sans-âme, et de : Une Nuit de la salle de garde, Alexandre Cadot, Paris, 1857, 4 vol. in-8° [signé Adrien Robert].
- Nouveaux contes excentriques, Hachette, 1859, in-12°, 302 p. [signé Charles Newill]. — Lire sur Gallica.
- Le Combat de l'honneur, Hachette, 1864, in-16°, 293 p. [signé Adrien Robert], préface de Paul Féval. — Lire sur Gallica.
- La Guerre des Gueux, E. Dentu, Paris, 1864, in-18°, 276 p. [signé Adrien Robert].
- Les Proscrits de 93, en collaboration avec Jules Cauvain, 1866, Paris, A. Faure (chroniqué par Émile Zola, le 16/04/1866).
- Les Ardents de Picardie, en collaboration avec Jules Cauvain, 1866-1867 (catalogue BnF).
- Contes fantasques et fantastiques, Charlieu frères et Huillery, Paris, 1867, in-8°, 283 p. [signé Adrien Robert]; illustrations d'Horace Castelli. — Lire sur Gallica.
- Le Radieux, Hachette, Paris, 1867, in-16°, 291 p. [signé Adrien Robert].
- Un Roi d'aventure, Alexandre Cadot et Degorce, Paris, 1868, in-18°, 304 p. [signé Adrien Robert].
- Les Ardents de Picardie, impr. de Dubuisson, Paris, 1868, gr. in-folio, 24 p. [signé Adrien Robert, en collaboration avec Jules Cauvain]. — Pré-publication en feuilleton dans Le Figaro du 2 octobre 1867 au 3 janvier 1868.
- Le Bouquet de Satan, Victor Benoist, successeur de Charlieu Frères et Huillery, Paris, 1872, in-folio, 47 p. [signé Adrien Robert]. — Lire sur Gallica.

### Théâtre
- Une jambe anonyme, vaudeville en 1 acte, Librairie théâtrale, Paris, 1859 [signé Adrien Robert, en collaboration avec Auguste Pittaud de Forges]. — Créé le 7 mai 1859 au Théâtre du Palais-Royal.

### Traductions
- Aventures de Lazarille de Tormes, Paris, 1865, in-8°, illustré. — Traduction de Lazarillo de Tormes (1554), roman picaresque anonyme, parfois attribué à Diego Hurtado de Mendoza (1503-1575).

### Manuels de danse
- La mazurka par MM. Auguste Perroux et Adrien Robert ; chorégraphie d'après MM. Coralli et Élie ; musique de F. Burgmuller ; illustrations de P. St Germain, Aubert, Paris, 1844, in-4°, 16 p., 4 feuilles de planches.

### Autres sources
- (en) « Adrien Robert Bibliography », sur The Internet Speculative Fiction Database
- « Adrien Robert, notice d'autorité de la BnF », sur Bibliothèque nationale de France